# العدوف (يريم)

تعديل مصدري - تعديل

العدوف هي إحدى قرى عزلة بني عمر بمديرية يريم التابعة لمحافظة إب، بلغ تعداد سكانها 177 نسمة حسب تعداد اليمن لعام 2004.